# Латышев, Константин Эдуардович
Константин Эдуардович Латышев (род. 11 мая 1966, Москва) — художник, автор объектов, акций и живописных произведений, участник группы «Чемпионы мира», участник многочисленных российских и зарубежных выставок, представитель направления «Московский концептуализм», номинант Премии Кандинского (2007).

## Биография
Закончил Краснопресненскую художественную школу города Москвы. С 1982 по 1986 гг. учился в Московском высшем художественно-промышленном училище (будущее им. Строганова) и на Филологическом факультете Московского государственного педагогического института им. В. И. Ленина.
Участник группы «Чемпионы мира». В её состав входили также Гия Абрамишвили, Борис Матросов, Андрей Яхнин и Константин Звездочетов, С 1988 по 1990 гг. работал в мастерских московского сквота на Фурманном переулке, с 1990 по 1994 гг. работал в мастерских на Чистых прудах. С 1992 по 2012 гг. сотрудничал с Айдан галереей. С 2007 года является членом Московского горкома художников-графиков.
Художник Константин Латышев пишет картины и делает принты. Смелость и провокативность, отсылающая к творчеству группы «Чемпионы мира», раскрывается в картинах Константина Латышева благодаря ироничным, точным и лаконичным надписям-названиям, которые играют, подчеркивают или переворачивают смысл изображения.
Зритель реагирует на знакомые ситуации и героев масскультуры, вовлекаясь в замкнутый круг общения с концептуальным искусством. Создается ощущение визуализации шутки, яркого и легкого осмысления своего личного опыта.

## Цитаты
«Живопись Константина Латышева представляет собой своего рода „обманку“. Если не вглядываться внимательно — создается впечатление, что перед нами произведения поп-арта, как известно, активно использовавшего реальные рекламные „прототипы“. Как говорит история, немногие звезды поп-арта выросли из безвестных художников рекламы. Но для Латышева стилистика поп-арта — лишь одна из узнаваемых форм. При ближайшем рассмотрении, его картины оказываются синтезом самых разных культурных феноменов — сентиментальных открыток модерна, футуристических киноплакатов, наглядной агитации советского образца и, наконец, современной рекламы.»

"Константин Латышев стал известен во второй половине 1980-х как участник легендарной московской арт-группы «Чемпионы мира». Практика группы была мультимедиальной, но в основе её лежала единая, акционистская стратегия. Эстетический жест, концептуально отжатый импульс в практике «чемпионов» стоял исходным пунктом. «Поп-артистская» живопись Латышева ведет свое происхождение как раз от этого пункта. И все её существенные качества — литературность и как бы незатейливая визуальность; точная дозировка иронии, брутальности и эстетства; минимализм сообщения — все последующие годы подвергались последовательному тюнингу. « 

## Работы находятся в собраниях
- Государственная Третьяковская галерея, Москва.
- Государственный центр современного искусства, Москва
- Центр Жоржа Помпиду, Париж
- коллекция концерна Мигрос, Швейцария
- музей ART4RU, Москва
- Stella Art Foundation, Москва
- фонде культуры „Екатерина“, Москва
- коллекции Раquita et Eve ESCOFET MIRO, Paris
- коллекции Michel NAETT , Paris
- коллекции Jean Claude et Christine ROUGER, Paris
- коллекции Петра Авена
- коллекции Нортона Доджа, США

## Персональные выставки
- 1990 „Первая галерея“, Москва
- 1993 Галерея „Берндт“, Кёльн
- 1994 Галерея „Берндт“, Кёльн
- 1995 Галерея „Айдан“, Москва
- 1996 Галерея „Айдан“, Москва
- 1997 Галерея „Айдан“, Москва
- 1999 Галерея „Панченко“, Манхайм
- 2001 Галерея „Айдан“, Москва
- 2004 „Концептуализм с человеческим лицом“, галерея „Айдан“, Москва
- 2006 „Капиталистический реализм“, галерея „Айдан“, Москва
- 2007 Студия Пакиты Эскофе-Миро, Париж
- 2008 „Империя добра“, галерея „Айдан“, Москва
- 2011 „Комментарии“, галерея „Айдан“, Москва
- 2014 „Раздвоение личности“, Stella Art Foundation, Москва
- 2015 „Комиксы“ галерея „Урверк“, Берлин
- 2015 „Московский романтический экспрессионизм“, Студия Пакиты Эскофе-Миро, Париж
- 2016 „Драматический попарт“ Студия Пакиты Эскофе-Миро, Париж
- 2017 „Борьба с нравственностью“, галерея „Düsseldorfer Kunsthandel“, Дюссельдорф
- 2018 „Акрилы“, галерея Веры Погодиной, Москва
- 2019 „Теневое искусство“, Студия Пакиты Эскофе-Миро, Париж

## Коллективные выставки
- 1986 Акция „Мясо и ананасы“, „Искусство против коммерции“,» Битца, Москва
- «Отзовитесь горнисты», Дом медика, Москва
- «Джордано Бруно», мастерская Д. Врубеля, Москва
- Акция «Волго-Атлантический» канал", Осташков
- Акция «Серое море», Москва
- 8 мм, фильм «Кино на животе»
- Творческий вечер группы «Чемпионы мира» в литературном кафе «Ярославна»
- Оформление концертов саксофониста В. Чекасина
- 1987 «Черно-белая выставка» 1-я выставка Клуба Авангардистов (КЛАВА), Москва
- «Цыганский экспресс», творческий вечер группы «Чемпионы мира», Москва
- Акция «Взмахи радости», Москва
- Акция «Французский парикмахер» в спектакле Б. Юхананова
- « Г.Острецов, К.Латышев», кафе на Петровке
- «Творческая атмосфера»,Союз театральных деятелей Российской Федерации, Москва
- «Выставка кубизма», мастерская Д. Врубеля, Москва
- 1988 Фестиваль «АССА», Москва
- «Выставка в Сандуновских банях», Москва
- «Лабиринт», Дворец Молодёжи, Москва, Варшава, Гамбург (каталог)
- «Эйдос», Дворец Молодёжи, Москва
- «До 33», Дворец Молодёжи, Москва
- «18-я Молодёжная выставка», Манеж, Москва
- 1989 «Высший пилотаж или Великий отдых», совместно с Ю. Лейдерманом, Варшава,
- Академия изящных искусств, Варшава
- «Чемпионы мира», Российский экономический университет имени Г. В. Плеханова, Москва
- «Дорогое искусство», 1-я галерея, Москва
- «Маленькие работы», 1-я галерея, Москва
- «Раушенберг — нам, мы — Раушенбергу», 1-я галерея, Москва
- «Чемпионы мира», галерея Бернара Фелли, Париж (каталог)
- «Диалог», Улис
- «Транзит», Страсбург
- «Чемпионы мира», галерея Стивенсон, Сан-Диего
- серия акций «Аква-Авангард», Коктебель
- 1990 «Молодое искусство из Восточной Европы», Кунстхалле, Роттердам (каталог)
- «Восток -Запад», Новая школа Монпарнаса, Париж
- «Москва, Ленинград, Тбилиси», Анже
- «8 молодых художников», Берн
- 1991"Чемпионы мира", Музей современного искусства, Пори (каталог)
- 1992 «Диаспора» Дворец Молодёжи, Москва
- «Без границ», Бонн (каталог)
- «Москва, Москва…», галерея Спровьери, Рим (каталог)
- «Выставка искусства Нордрейн-Вестфалии», Дворец Искусства, Дюссельдорф (каталог)
- «НМС АГ» Центр нейрохирургии" Нордрейн-Вестфалии
- 1993 «Арт Кельн», Кельн
- 1994 «Арт Кёльн», Кельн
- 1997 «Всё продолжается», Дворец Бенрат, Дюссельдорф (каталог)
- 1998 «АртМосква», Центральный дом художника, Москва
- «Родина или смерть», КЛАВА, Зверевский центр современного искусства, Москва
- 2000 «Любовники Клавы», Центральный дом художника, Москва
- «13 лет Клаве», галерея Точка, Москва
- 2001"Искусство и технология", Новый Манеж (каталог)
- «АртМосква», Центральный дом художника, Москва
- «Гостиница Москва», гостиница «Москва»
- «Мастерская АртМосквы» Центральный дом художника, Москва
- «Уорхол коннекшен», галерея «L»," Москва
- «Икары и Дедалы», КЛАВА, Национальный Резервный Банк, Москва
- 2002 «Актуальная русская живопись», ММВБ, Новый Манеж, Москва (каталог)
- 2004 «Москва-Берлин», Москва, Берлин
- 2005 «Сообщники», отдел новейших течений, Государственная Третьяковская галерея, Москва
- «АртМосква», Центральный дом художника, Москва
- «АртПоле», современная актуальная скульптура, Горки-10
- «Русский ПОПАРТ», отдел новейших течений, Государственная Третьяковская галерея
- Благотворительный аукцион «Артваленки», клуб «Огород»
- 2006 «АртПоле», Звенигород
- 2007 городская галерея, Дрезден
- коллекция Пьера Броше, Московский музей современного искусства, Москва
- 2009 «Мёртвые души», Государственный литературный музей, ВПСтудио, « Москва (каталог)
- 2011 „АртМосква“, Центральный дом художника, Москва
- „Индульгенции“, галерея Пальто
- „Выборы“, Зверевский центр современного искусства, Москва
- „П-остановка“, Пермь
- „Открытки от художников“, галерея Веры Погодиной, Москва
- 2012 „Посвящается М. Дюшану“, Государственная Третьяковская галерея, Москва
- „Открытки от художников“, Государственный литературный музей, Москва
- 2013 благотворительный аукцион в кафе „Март“
- презентация каталога коллекции П. Эскофе-Миро, Stella Art Foundation, Москва
- „Волки и овцы“ Государственный литературный музей, Москва (каталог)
- „Много солнца, мало туч“, Ballhaus, Дюссельдорф
- „Открытки от художников“, галерея Веры Погодиной, Москва
- аукцион „Сотбис“, Лондон
- 2014 аукцион „VLADEY“, Москва
- благотворительный аукцион в галерее „Роза Азора“, Москва
- „Поможем Перчику“, аукцион в галерее Риджина, Москва
- „Открытки от художников“, галерея Веры Погодиной, Москва
- 2015 „Котики в Манеже“, Манеж, Москва
- „Музей с предсказаниями“, Московский музей современного искусства, Москва
- „Хирургия“, проект М. Алшибая, фонде культуры „Екатерина“, Москва
- аукцион „VLADEY“, Москва
- 20-летие галереи „Пальто“, Москва
- аукцион „VLADEY“, Москва
- „Пазл Пьера Броше“, Мультимедиа-арт-музей, Москва
- 2016 „2000-е“, фонде культуры „Екатерина“, Москва
- аукцион „VLADEY“, Москва
- выставка в музее ART4RU, Москва
- „После гламура“ Искусство в тунеле, KIT — Kunst im Tunnel, Дюссельдорф,
- „Коллекция. Искусство России 1950—2000“, Центр Жоржа Помпиду, Париж
- „Московское концептуальное искусство в коллекции Доджа“, Zimmerli Art Museum, Нью-Джерси
- „Московский концептуализм в коллекции Г.Титова“,Центральный дом художника, Москва